# هربورن
شهر هربورندر ایالت هسن در کشور آلمان واقع شده‌است.